# Niet-negatief getal
Een niet-negatief getal is een getal dat groter dan of gelijk aan 0 is. De niet-negatieve getallen uitgezonderd het getal 0 zijn de positieve getallen. Het getal 0 is positief noch negatief, dus telt onder de niet-negatieve getallen. Alle kwadraatgetallen zijn niet-negatieve getallen.
Wanneer in de functietheorie wordt gezegd dat een getal niet negatief is, houdt dat in dat het om een reëel getal is, dat dus niet negatief is.